# Боккардо, Жан-Пьер
Жан-Пьер Боккардо (фр. Jean-Pierre Boccardo; 16 марта 1942, Эспераза — 29 января 2019, Лавор) — французский легкоатлет, специалист по бегу на короткие дистанции. Выступал за сборную Франции по лёгкой атлетике в 1960-х годах, победитель и призёр Средиземноморских игр, трёхкратный чемпион Франции, рекордсмен страны, участник двух летних Олимпийских игр.

## Биография
Жан-Пьер Боккардо родился 16 марта 1942 года в коммуне Эспераза департамента Од, Франция.
Занимался бегом в Каркасоне и Тулузе в местных одноимённых легкоатлетических клубах.
Впервые заявил о себе на взрослом международном уровне в сезоне 1962 года, когда вошёл в основной состав французской национальной сборной и выступил на чемпионате Европы в Белграде, где в зачёте эстафеты 4 × 400 метров стал шестым.
В 1963 году побывал на Средиземноморских играх в Неаполе, откуда привёз награды золотого и бронзового достоинства, выигранные в эстафете 4 × 400 метров и в индивидуальном беге на 400 метров соответственно.
Благодаря череде удачных выступлений удостоился права защищать честь страны на летних Олимпийских играх 1964 года в Токио. В программе индивидуального бега на 400 метров остановился на стадии полуфиналов. В эстафете 4х400 метров сборная Франции, за которую  выступали Жермен Нельзи, Мишель Ибло, Бернар Мартен и Жан-Пьер Боккардо, заняла 3-е место в полуфинале с результатом 3 минуты 7,5 секунды и последнее, 8-е место в финале (3.07,4).
После токийской Олимпиады Боккардо остался в легкоатлетической команде Франции на ещё один олимпийский цикл и продолжил принимать участие в крупнейших международных стартах. Так, в 1966 году он стартовал на чемпионате Европы в Будапеште: дошёл до полуфинала в индивидуальном беге на 400 метров и с национальным рекордом (3:05,7) стал четвёртым в эстафете 4 × 400 метров.
Находясь в числе лидеров французской национальной сборной, благополучно прошёл отбор на Олимпийские игры 1968 года в Мехико. На сей раз стартовал исключительно в эстафете 4 × 400 метров, вместе со своими соотечественниками вышел в финал и занял итоговое восьмое место.
В течение своей спортивной карьеры Жан-Пьер Боккардо в общей сложности три раза становился чемпионом Франции в беге на 400 метров (1963, 1964, 1966), 30 раз проходил отбор в национальную сборную страны для участия в международных соревнованиях.
Умер 29 января 2019 года в возрасте 76 лет.